# Pani moich snów
Pani moich snów – dwudziesty siódmy singel zespołu Lady Pank, został wydany na płycie CD. Singel ten promował album Teraz. Muzyka została skomponowana przez Jana Borysewicza, a autorem tekstu jest Andrzej Mogielnicki.

## Skład zespołu
- Jan Borysewicz – gitara solowa
- Janusz Panasewicz – śpiew
- Kuba Jabłoński – perkusja
- Krzysztof Kieliszkiewicz – gitara basowa

gościnnie:
- Wojtek Olszak – instrumenty klawiszowe
- Mariusz „Georgia” Pieczara – drugi wokal
- Michał Sitarski – gitara